# Минин, Андрей Андреевич
Андре́й Андре́евич Ми́нин (род. 6 октября 1981) — российский актёр телевидения, юморист, шоумен, певец. Участник и один из создателей команды КВН «МаксимуМ».
Под псевдонимом Дюша Метёлкин известен как «резидент» шоу «Comedy Club» в составе группы USB.

## Биография
Родился 6 октября 1981 года в закрытом городе Томск-7 (ныне Северск). В 1999 году окончил среднюю школу в городе Железногорск Красноярского края. Поступил на механико-математический факультет ТГУ, позже продолжил учиться на экономическом факультете по специальности «маркетолог». Образование — неоконченное высшее.

## КВН
Начал играть в КВН, учась в 10 классе. В составе команды «Горячая десятка» (Железногорск) стал многократным чемпионом школьной лиги Красноярского края.
В 2000 году в составе команды «МаксимуМ» стал чемпионом КВН Томска и победителем фестиваля «Студенческая весна в Сибири 2000» в Новосибирске.
В 2001 году играл в Высшей лиге КВН в составе команды «Сибирские сибиряки».
В 2003 году в составе «МаксимуМа» стал победителем томской «Юморины» и Кубка КВН Красноярска.
В 2004 году в составе «МаксимуМа» — чемпион Премьер-лиги КВН (наряду с командой «Мегаполис») и победитель томской «Юморины».
В 2005 году в составе «МаксимуМа» — чемпион Премьер-лиги КВН.
В 2008 году в составе «МаксимуМа» — обладатель высшей награды музыкального фестиваля в Юрмале, а затем — чемпион Высшей лиги КВН.
В 2009—2012 годах являлся одним из редакторов Тихоокеанской лиги КВН.

## «Comedy Club»
С 2010 года является «резидентом» «Comedy Club» под псевдонимом Дюша Метёлкин в составе группы USB («United Sexy Boys»)», созданной участниками команды КВН «МаксимуМ». Каждый персонаж группы — пародия на представителей российского шоу-бизнеса. Дюша Метёлкин — собирательный образ рэперов.

## «Игра»
В 2021 году принял участие в проекте «Игра» на ТНТ и первом сезоне его перезапуска «Концерты» в составе коллектива «Сборная Нулевых» вместе с представителями других команд КВН: Александром Якушевым («ПриМа»), Дмитрием Кожомой и Иваном Пышненко («Станция Спортивная»), Кириллом Рубаненко («Полиграф Полиграфыч»), Артёмом Филимоновым («Будка гласности») и Павлом Дедищевым («Сборная провинциальных городов»). 